# نبی کامارا
نبی کامارا (انگلیسی: Naby Camara؛ زادهٔ ۱۰ مهٔ ۱۹۹۶) بازیکن فوتبال اهل گینه است.
وی همچنین در تیم ملی فوتبال گینه بازی کرده است.